# 椰子貓
椰子貓（学名：Paradoxurus hermaphroditus），又名椰子狸，為分布於南亞及東南亞的一種麝貓。因为椰子猫可以广泛的适应各类栖息地，种群数量没有减少的趋势，因此IUCN红色名录将其列为无危物种。 在印度尼西亚，椰子猫受到偷猎与非法野生动物交易的威胁。售出的椰子猫被囚禁生产猫屎咖啡，以满足不断增长的市场需求。

## 特徵

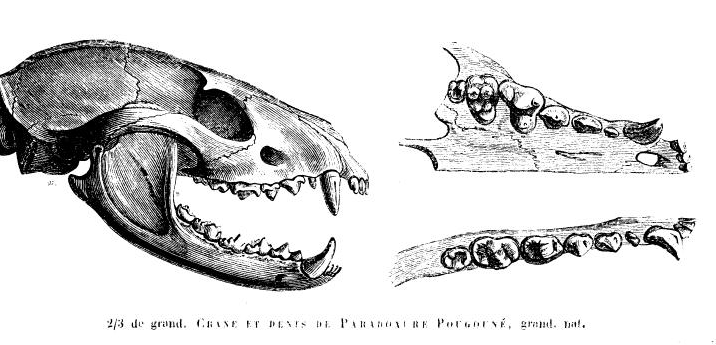
椰子猫的头骨与牙齿示意图，保罗·热维斯《Histoire naturelle des mammifères》

椰子貓平均重2-5公斤，體長53厘米，尾巴長48厘米。牠們的毛粗糙，一般呈灰色，腳、耳朵及吻都是黑色的。牠們的身體上有三間黑色斑紋，面部的斑紋則像浣熊，前额和鼻孔侧边有白色毛发，双眼之间有细黑线，尾巴沒有斑紋。椰子貓尾巴下有嗅腺，形狀像睪丸，可以分泌令人不适的物質，作为化学防御手段。

## 分布

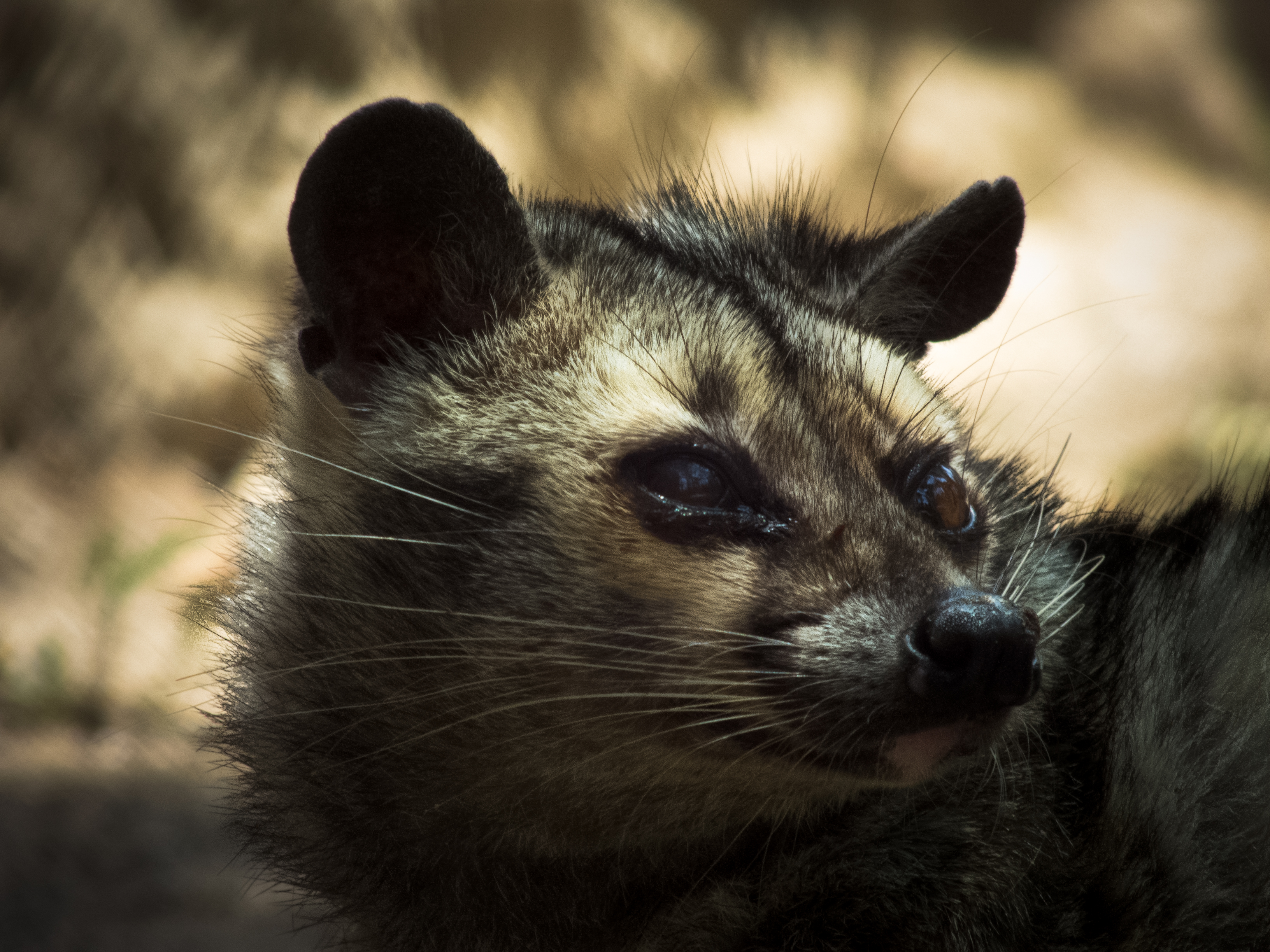
椰子猫头部特写

椰子貓原生分佈于印度、尼泊尔、孟加拉国、不丹、缅甸、斯里兰卡、泰国、新加坡、马来半岛、沙巴、砂拉越、汶莱、老挝、柬埔寨、越南、中国、菲律宾，以及印度尼西亚的苏门答腊岛、爪哇岛、加里曼丹、巴韦安岛和西比路岛。此外，它还被引进到了西巴布亚、小巽他群岛、摩鹿加群岛和苏拉威西岛。
在中国境内，椰子猫主要分布在海南、广西、四川、贵州、广东、云南。
在巴拉望采集的椰子猫标本与婆罗洲的在遗传学上相似，因此生活在巴拉望岛上的椰子猫可能是更新世时期从婆罗洲扩散过去的。并且有可能后来的人们将椰子猫引入到了菲律宾的其它岛屿上。

### 栖息地

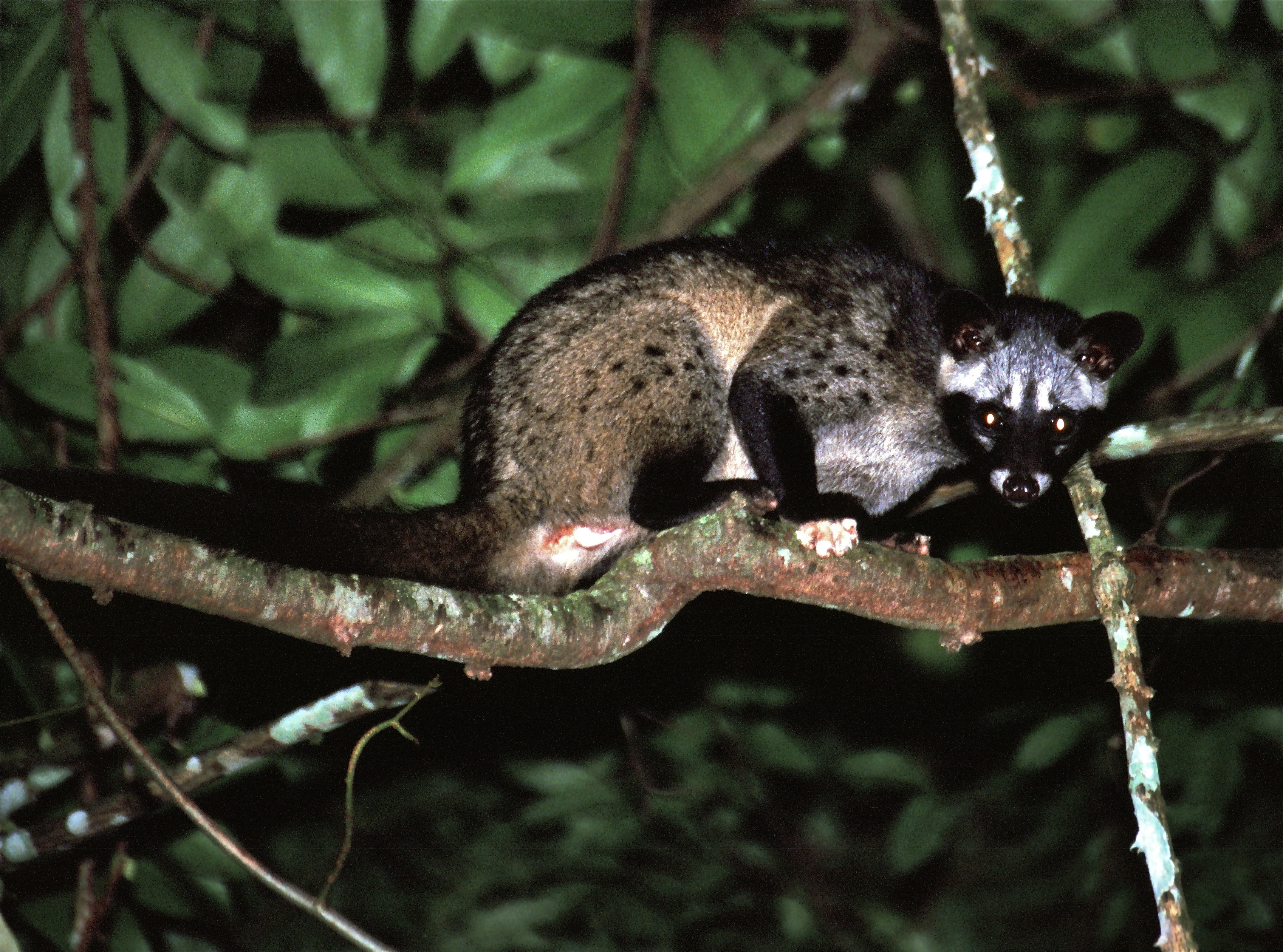
泰国考艾国家公园的椰子猫

椰子猫通常生活在原始森林，但偶尔也在次生林和选择性伐木森林发现小规模团体。 椰子猫是树栖动物，常与果子狸、鼯鼠、巨松鼠、长臂猿等在同一环境中栖息，喜好住在古木树洞等荫蔽条件。
有时椰子猫也出现在公园或郊区园林，它们会在有成熟果实的果树、榕树或植被上活动。它们借助尖利的爪子攀爬树木或房屋水管。对斯里蘭卡當地人而言，椰子猫是一种恼人的动物，因為牠們會在天花板及室內排泄，并且經常製造噪音，擾人清夢。

## 习性

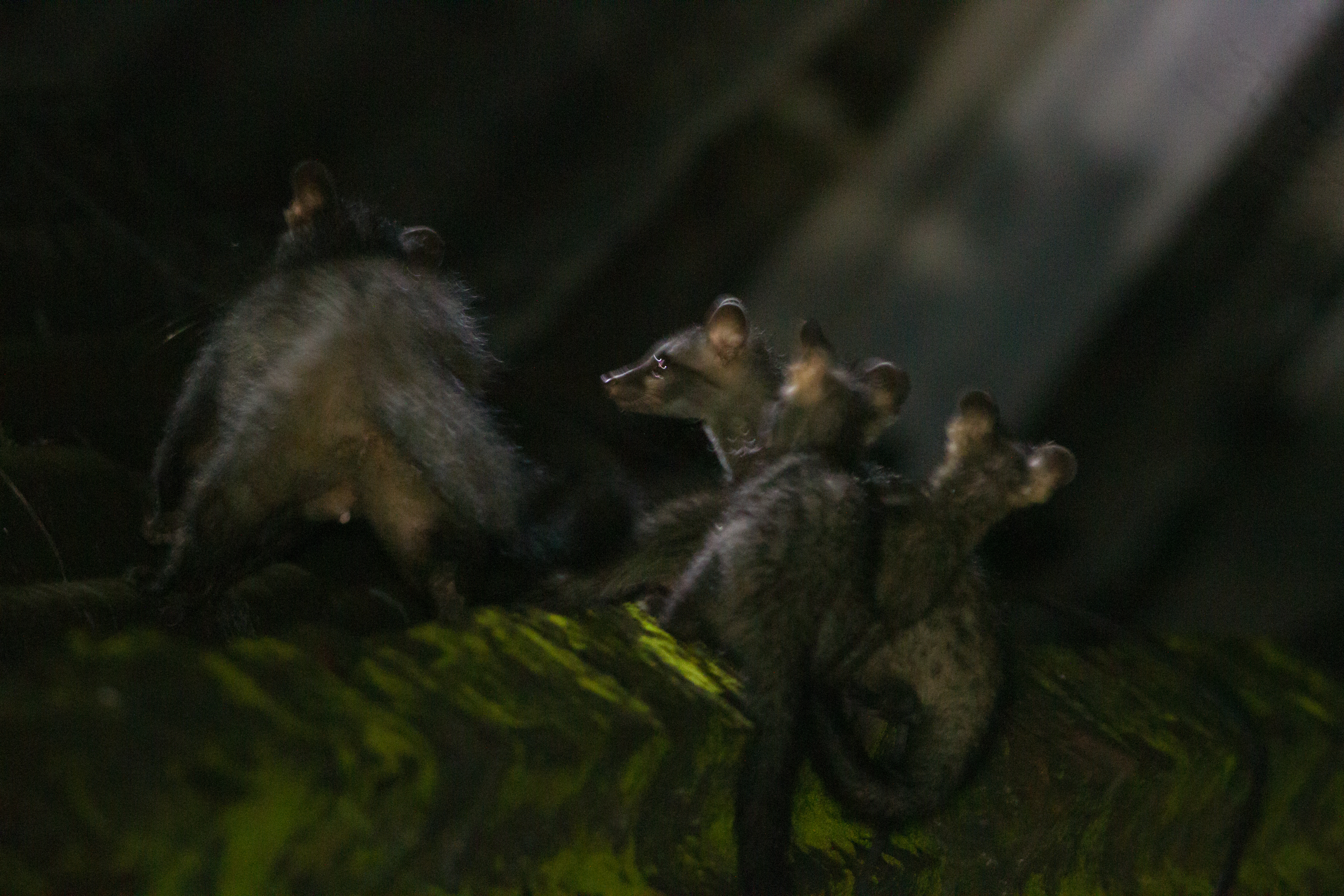
几只幼年小椰子猫，印度加尔各答伯勒讷格尔镇

除交配时期外，椰子猫在大部分时间都是独居生活。它同时适应陆栖与树栖，是夜行性动物。 椰子猫的活动时间从傍晚至第二天凌晨四时左右，活动高峰在深夜至凌晨时分，但在月光较亮时会减少活动强度。
不同性别的椰子猫对其它个体的尿液、粪便以及肛门腺分泌物有不同的领地标记和嗅觉反应。最常见的标记方式是通过拖动会阴腺在地面留下气味标记。因个体性别与分泌物的不同，嗅觉反应的持续时间各有差异。通过分析会阴腺留下的气味标记，椰子猫可以识别出对方的品种、性别，并判断其是否为陌生个体。

### 饮食
椰子貓是杂食动物，它们主要食用水果，例如浆果和多汁水果。它们可帮助植物散播种子，因此有助于维持原始森林的生态平衡。 椰子猫的食物包括人心果、芒果、红毛丹、咖啡豆，此外它们也会捕食小昆虫和小型哺乳动物。它们在格德潘拉贡山国家公园的山槟榔（Pinanga kuhlii 和 Pinanga zavana）自然再生中扮演着重要角色。 椰子猫也食用糖棕花液，发酵后的糖棕花液可被制作为棕榈酒，人们将这种棕榈酒称为“toddy”，因为椰子猫的这个习性，人们也将椰子猫称为“toddy cat”。

### 繁殖
由于椰子猫独居与夜行的生活方式，有关其交配的行为与过程仍知之甚少。 2010年3月，曾有一对椰子猫被观察到交配尝试，它们在树上交配，时间约为5分钟。在此期间，雄性个体爬到雌性身上，而后短暂分开，然后又重复这一过程，一共进行了4-5次。交配完成后，双方仍在一起嬉戏，在树枝间跳跃。大约6分钟后，双方分开，各自移动到不同树枝上，并在那里休憩。

## 生存现状

### 捕猎与囚禁

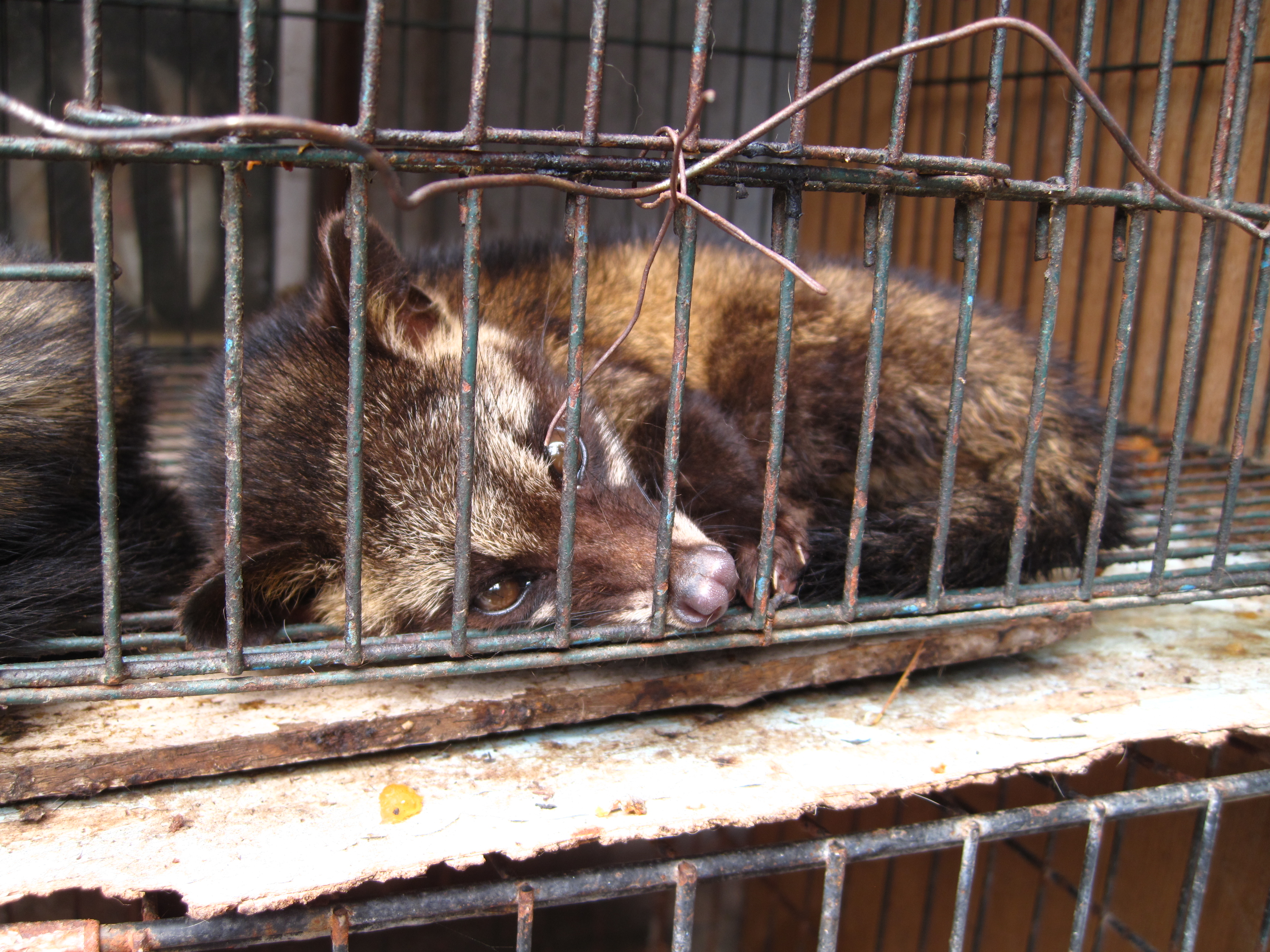
被囚禁的椰子猫

在亚洲某些地区，椰子猫是捕猎的目标，人们用其制作丛林肉，并贩卖它的毛皮。 在中国南部，由于栖息地破坏和过度狩猎，椰子猫在野外多数地区已难寻踪迹。 从1998至2003年，在印度哥印拜陀、泰米尔纳德邦、阿格拉、北方邦都有发现当地部落将椰子猫作为食物的行为。 在斯里蘭卡，當地人會將椰子貓的肉浸在亞麻仁油，儲存在陶器內，定時日照，用煶煉出的油醫治疥疮。
猫屎咖啡来自于椰子猫食用并经消化排出的咖啡豆。传统上的猫屎咖啡是由人们从野外采集的，但是面对不断上升的消费需求，人们开始从野外捕捉椰子猫，将其囚禁以生产猫屎咖啡。这些椰子猫被关在层叠笼里，生存环境恶劣。 被囚禁的椰子猫无法获得足够的水果，而是被喂食大量咖啡豆以提高“产出”。椰子猫需要利用骨骼中的钙质分解这些过量的咖啡因，因此身体逐渐变得虚弱。 目前尚不清楚消费者对猫屎咖啡的需求会对野外椰子猫种群数量有多大影响，但很可能构成了巨大的威胁。印度尼西亚针对作为椰子猫捕捉设定了配额，但这个配额很可能已经被超出。

### 保护

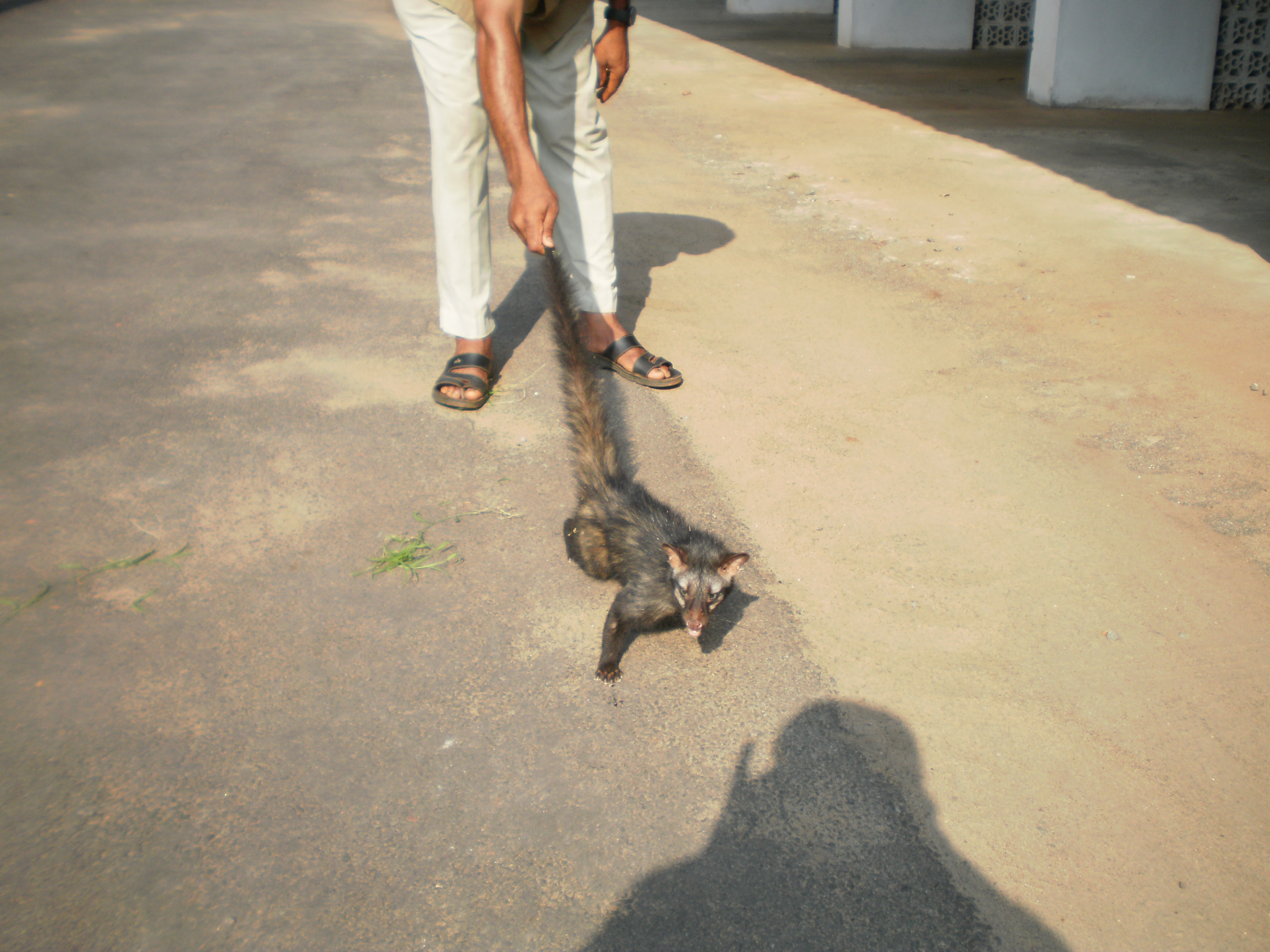
一只在喀拉拉邦被抓住的椰子猫

椰子猫已被列入濒危野生动植物种国际贸易公约附录三。 印度尼西亚对野外可捕捉的椰子猫数量设定了配额，并仅允许其中的10%在国内销售。然而，这个配额基本已被猎人与交易商所无视，当局也未对此采取强制措施。 近年来，在印度尼西亚流行将椰子猫作为宠物，这造成了爪哇岛和巴厘岛市场中出现大量待销售的椰子猫。大部分作为宠物的椰子猫都是从野外捕获的。鉴于捕猎者对捕捉配额的无视，以及当局的无作为，椰子猫的生存境况不容乐观。

## 与人类的关系

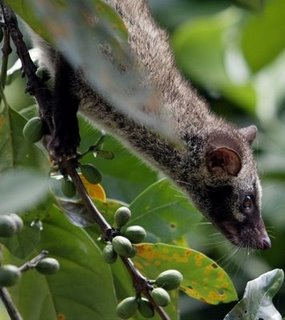
菲律宾椰子猫（P. h. philippinensis）

### 神话
在菲律宾神话中，巴格博人信奉一个身形巨大、拥有强大能力的椰子猫神Lakivot。根据神话叙述，为寻找黄金之花，Lakivot击败了众多怪物，包括独眼怪Ogassi和守卫黄金之树的布索人。最终，Lakivot变幻成了一个英俊的年轻人，并将黄金之花献给了他的妻子。

### 猫屎咖啡
咖啡豆被椰子猫食用后，在椰子猫的消化道内发酵并最终被排出体外，这种咖啡被称为猫屎咖啡。经过这一过程，小果咖啡和中果咖啡中的咖啡因含量都有降低。 流变学测试显示，相比对照组，经过椰子猫消化的咖啡豆更硬、更脆，这表明椰子猫的胃酸侵入了咖啡豆，改变了其中的微小结构。胃酸中的蛋白酶或许在其中起到关键作用，它能够分解咖啡豆中的蛋白质。

## 分类

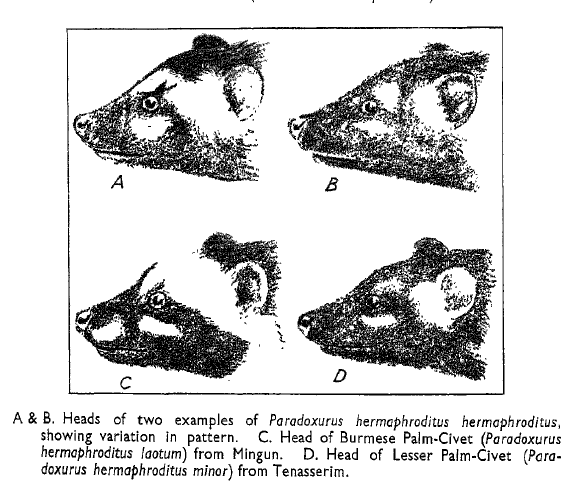
椰子猫头部图绘，雷金纳德·英尼斯·波科克《The fauna of British India, including Ceylon and Burma. Mammalia》Volume 1

彼得·西蒙·帕拉斯在1777年创造了学名Viverra hermaphrodita，这个名称被用在了分布于斯里兰卡和印度南部至讷尔默达河的椰子猫指名亚种。 从1820-1992年间，有一些相关的动物学标本被记录了下来：
- P. h. balicus（由Sody在1933年的巴厘岛记录）
- P. h. bondar（安塞尔姆·加埃唐·德马雷, 1820, 孟加拉管辖区）
- P. h. canescens (Lyon, 1907)
- P. h. canus (Miller, 1913)
- P. h. cochinensis (Schwarz, 1911)
- P. h. dongfangensis (Corbet and Hill, 1992)
- P. h. enganus (Lyon, 1916)
- P. h. exitus (Schwarz, 1911)
- P. h. hermaphroditus
- P. h. javanica (Thomas Horsfield, 1824, 爪哇岛)
- P. h. kangeanus (奥德菲尔德·托马斯, 1910)
- P. h. laotum (Nils Carl Gustaf Fersen Gyldenstolpe, 1917, 清迈, 分布于缅甸、印度支那和海南岛)
- P. h. lignicolor (格里特·史密斯·米勒, 1903)
- P. h. milleri (塞西尔·博登·克洛斯, 1908)
- P. h. minor (John Lewis Bonhote,1903)
- P. h. musanga (Stamford Raffles, 1821, 苏门答腊)
- P. h. nictitans (Taylor, 1891, 奥里萨邦)[29]
- P. h. pallasii (约翰·爱德华·格雷, 1832, 印度)[30]
- P. h. pallens (Miller, 1913)
- P. h. parvus (Miller, 1913)
- P. h. philippinensis ( Claude Jourdan, 1837, 菲律宾)
- P. h. pugnax (Miller, 1913)
- P. h. pulcher (Miller, 1913)
- P. h. sacer (Miller, 1913)
- P. h. scindiae ( Pocock, 1934, 瓜廖尔, 分布于印度中部)
- P. h. senex (Miller, 1913)
- P. h. setosus (Honoré Jacquinot and Pucheran, 1853)
- P. h. simplex (Miller, 1913)
- P. h. sumbanus (Ernst Schwarz, 1910)
- P. h. vellerosus (Pocock, 1934, 克什米尔)

## 外部連結
- Animal Diversity Web （页面存档备份，存于）